# Gare aux gaffes
Gare aux gaffes est l'album no 2 dans la série de Gaston Lagaffe actuelle. Il paraît à l'origine en tome 1 en 1966 en petit format aux éditions Dupuis, bien qu'il ne soit pas le premier album sorti mais le cinquième.

## Historique
Cet album paraît en 1966, Gaston qui sévit depuis maintenant neuf ans dans le Journal de Spirou vit ses dernières semaines de parution en demi-planche. En effet, Franquin est sur le point d'arrêter la série Spirou et Fantasio pour se consacrer entièrement aux gags du héros-sans-emploi.

## Présentation de l'album original
L'album parait en 1966 aux éditions Dupuis en format à l'italienne, 15 sur 22 centimètres. Il est présenté à sa sortie comme étant la réédition de l'album Gaston 0 devenu introuvable. En fait, il n'a rien à voir avec le premier album paru en 1960.
Gaston achète sa voiture, la célèbre Fiat 509, qu'il décore rapidement avec des grilles de mots croisés. La relation entre Gaston et mademoiselle Jeanne devient plus profonde. Il l'emmène en bulldozer au cinéma, ou gagne à la foire une série de casseroles pour elle. Côté invention, il invente la table sans pied qui se révèlera être assez casse-figure. De nouveaux animaux font leur apparition dans la rédaction comme le homard sauvé par Gaston de l'ébouillantement.

## Rééditions
En février 2007 à l'occasion des 50 ans de Gaston Lagaffe, le journal belge Le Soir réédite les cinq albums en petits formats vendus comme supplément avec le journal. Le no 1 est vendu avec l’édition du 9 février 2007.

## Réédition de 2018
Dans l'édition de 2018, l'album comprend les gags de 66 à 113, les gags du robot de Gaston (138 à 143) et l'épisode de la vache (dont est tiré la nouvelle couverture de l'album).
Bien que les planches soient triées dans l'ordre chronologiques, les gags situés entre 107 (en milieu d'album) et 108 (en fin d'album) comprenant l'épisode de la vache et les gags du robot de Gaston (gags 138 à 143) sont ultérieurs et leur place correspond plus à l'album suivant Gala de gaffes suivant la chronologie. Le gag 109 où apparait pour la première fois De Mesmaeker (sans être nommé) est placé en fin d'album après deux autres apparition de ce dernier (dans l'épisode de la vache et dans un gag du robot qui sont tous deux ultérieurs). 
L'épisode de la vache correspond à une série de gags où Gaston a gagné une vache laitière à la tombola. Ainsi, Fantasio tente tant bien que mal de s'adapter à l'animal dans les bureaux. Malheureusement pour Gaston, M. Dupuis tombera nez à nez avec la vache et mettra le gaffeur à la porte. Après une campagne de Fantasio et 7000 lettres de soutien envoyées à l'éditeur, Gaston est réembauché.

## Source
Franquin : Chronologie d’une œuvre, pp. 103-105